# Монти-Алегри-ду-Сул
Монти-Алегри-ду-Сул (порт. Monte Alegre do Sul)  —  муниципалитет в Бразилии, входит в штат Сан-Паулу. Составная часть мезорегиона Кампинас. Входит в экономико-статистический  микрорегион Ампару. Население составляет 6973 человека на 2006 год. Занимает площадь 110,860 км². Плотность населения — 62,9 чел./км².

## История
Город основан 24 декабря 1948 года. 

## Статистика
- Валовой внутренний продукт на 2003 составляет 52.161.188,00 реалов (данные: Бразильский институт географии и статистики).
- Валовой внутренний продукт на душу населения на 2003 составляет 7.815,58 реалов (данные: Бразильский институт географии и статистики).
- Индекс развития человеческого потенциала на 2000 составляет 0,812 (данные: Программа развития ООН).

## География
Климат местности: субтропический. В соответствии с классификацией Кёппена, климат относится к категории Cfb.

## Галерея

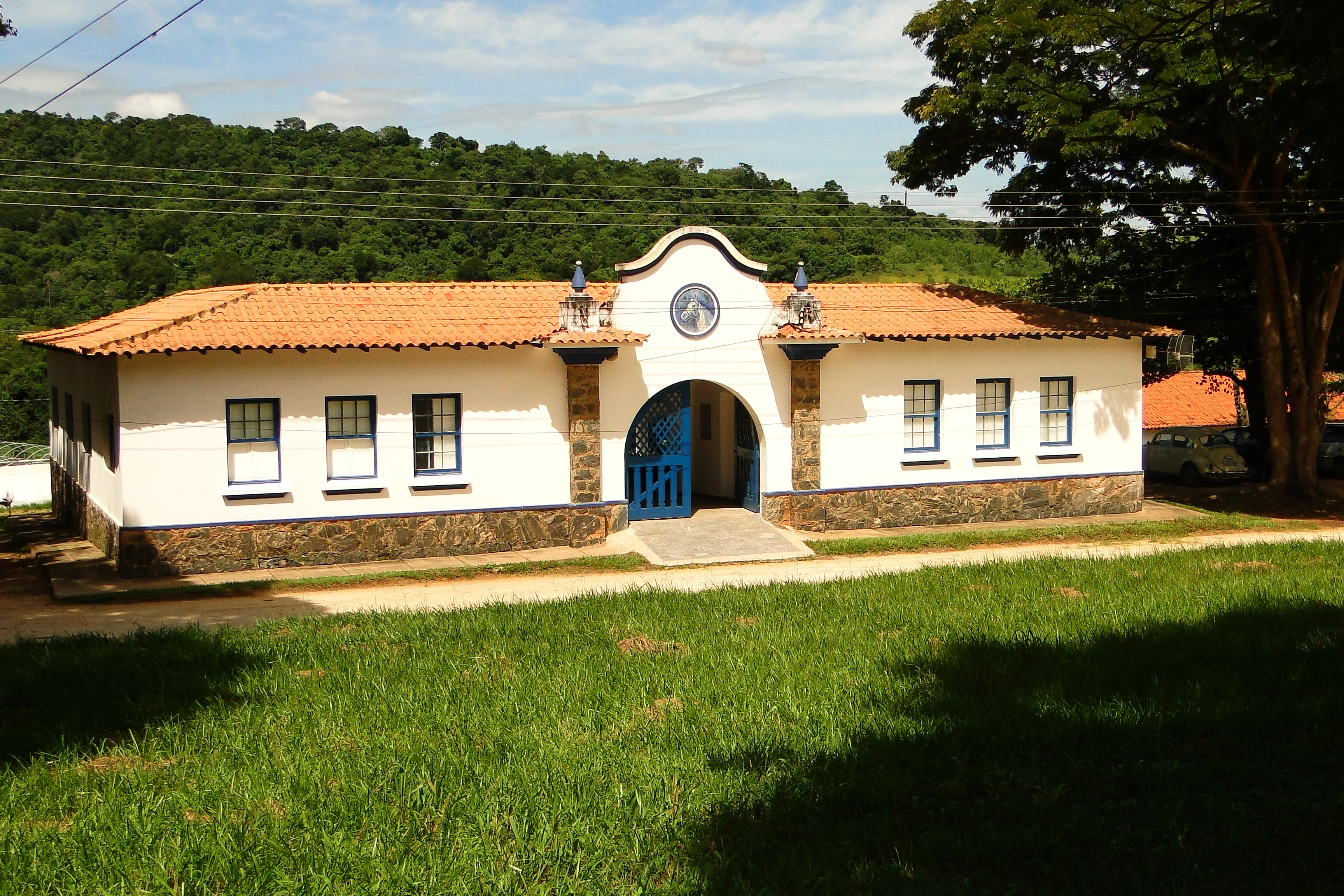
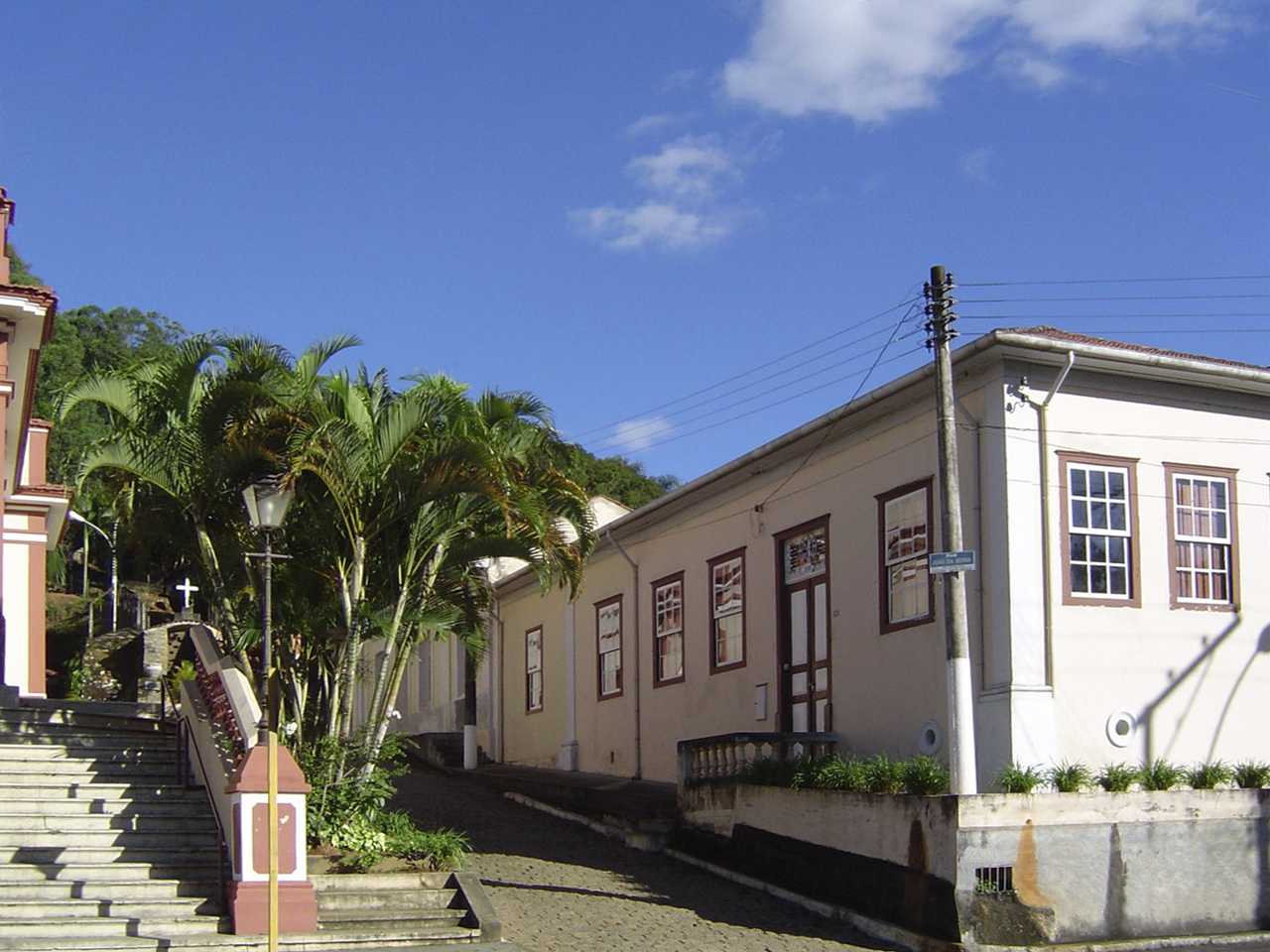
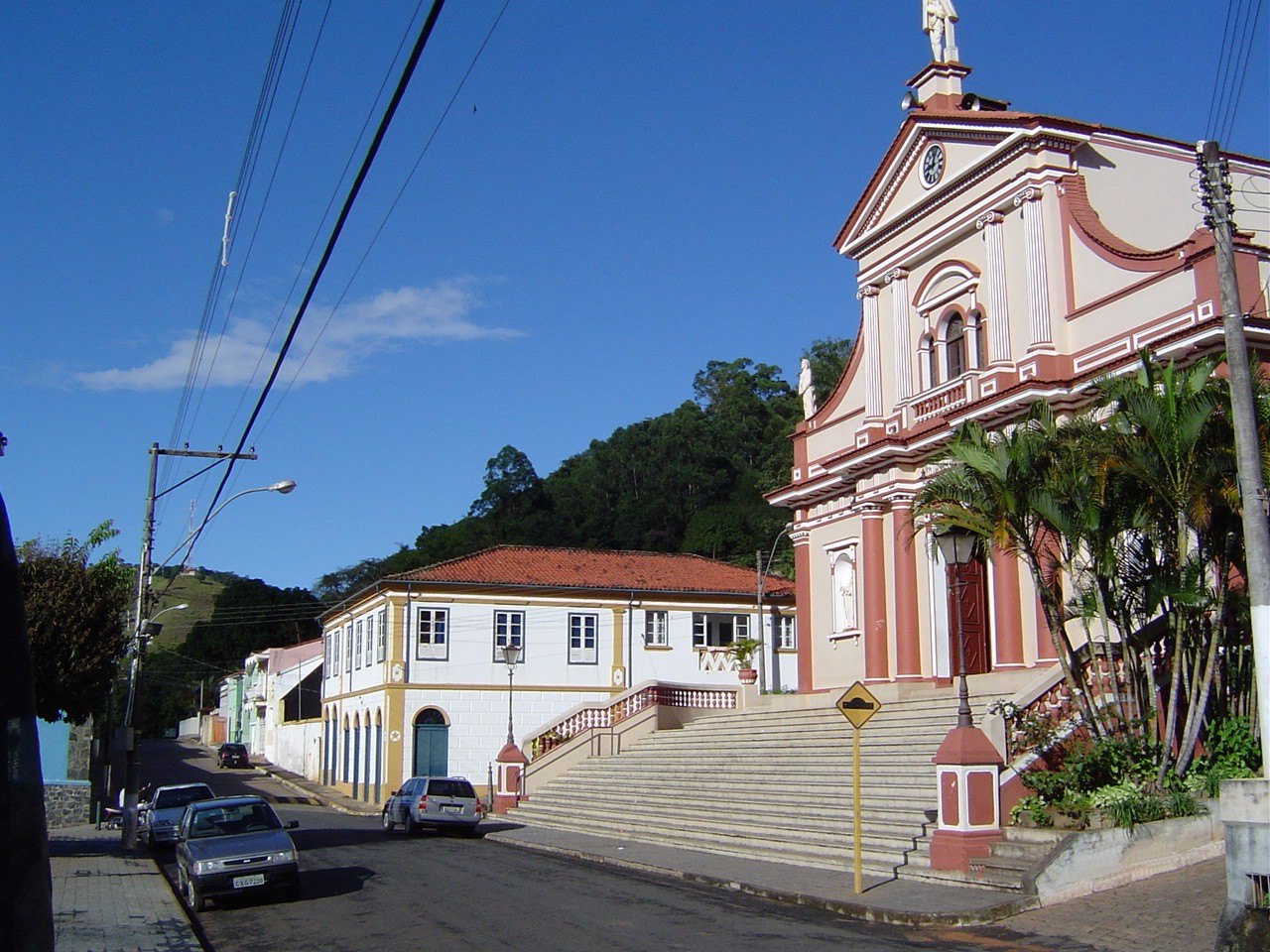
Собор